# Podřipsko

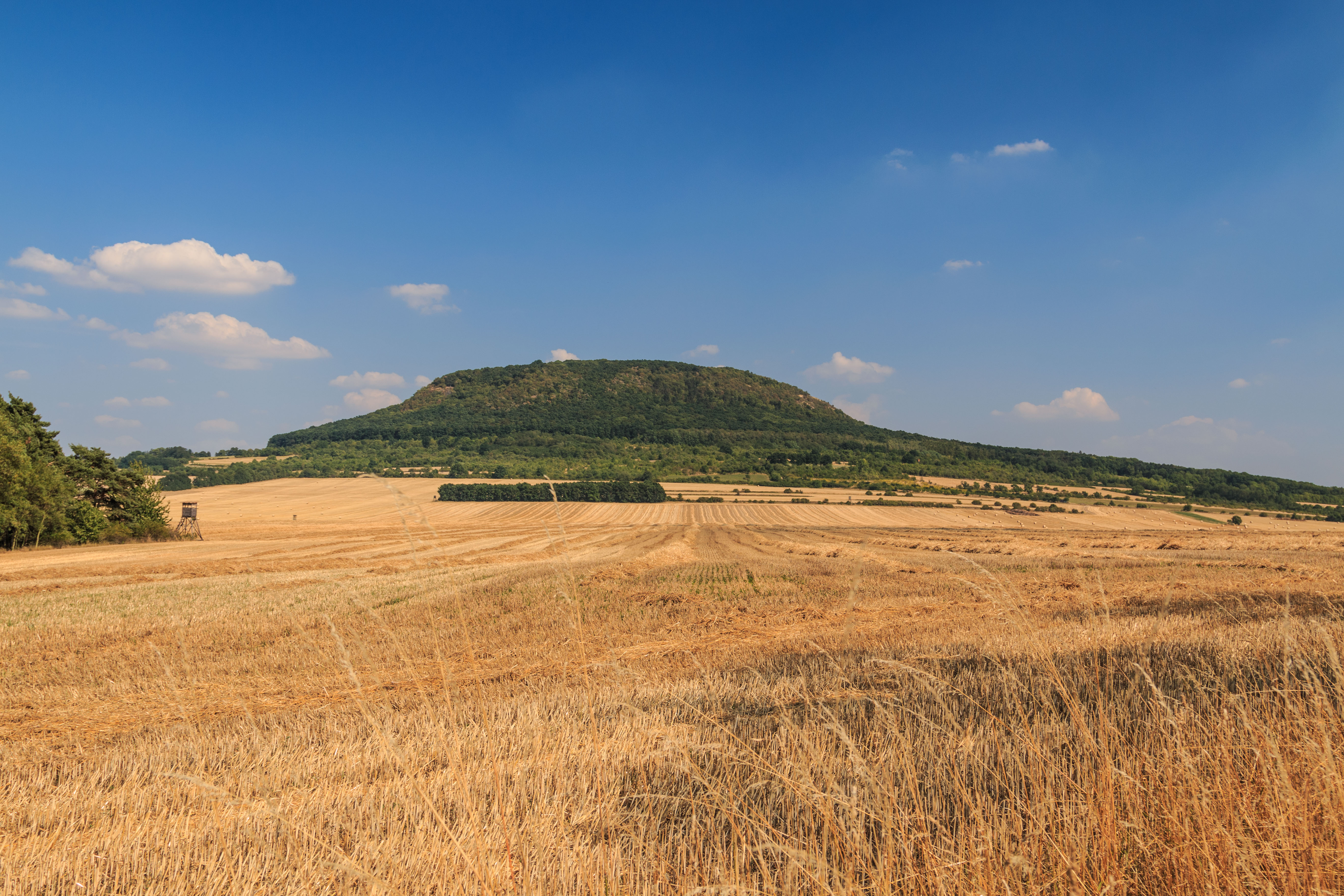
Krajina Podřipska - pohled na Říp od obce Kleneč

Pojem Podřipsko není (a ani nikdy nebude) zcela přesně definován. Jedná se o oblast pod horou Říp. Oblast Podřipska se do jisté míry překrývá s pojmem Roudnicko.
Aktuálně existuje Svazek obcí Podřipsko, dobrovolné sdružení 25 obcí z okresu Litoměřice v okolí Roudnice nad Labem.
Jedním z historických vymezení je např. rozsah bývalého soudního okresu Roudnice nad Labem, zahrnující kromě zmíněných 25 obcí i další obce v 60. letech 20. století administrativně přiřazené do okresu Mělník, například Jeviněves, Spomyšl, Ledčice nebo Horní Počaply, využívající stále služeb Roudnice nad Labem a obce z okolí Štětí. K názvu Podřipsko se však hlásí i další blízké obce, historicky z okresu Mělník, rovněž tak i obce z Velvarska (okres Kladno)

## Turistika
Za turistické centrum Podřipska je považována Roudnice nad Labem zejména její historické centrum (nachází se zde Lobkowiczský zámek, Hláska a další památky).
Nejčastějším cílem turistiky na Podřipsku je posvátná hora Říp s rotundou svatého Jiří.
Za návštěvu stojí i Budyňsko (vodní hrad) a Libochovicko (zámek Libochovice, zřícenina hradu Hazmburk).
Podřipsko protíná červená turistická trasa vedoucí z Prahy (ZOO v Troji), přes Kralupy nad Vltavou, kolem Řípu do Roudnice nad Labem, nyní nově zkrácena modrou trasou z obce Rovné přes Vesce, Kuffnerovou stezkou do Roudnice nad Labem, pokračující dále kolem Sovice podél Labe do Štětí.
V oblasti se lze ve vybrané dny pohybovat pomocí historických motoráčků, s pojízdným barem a muzeem (Podřipský a Středohorský motoráček).

## Kulturní akce
Každoročně se 1. ledna na Podřipsku pořádá pravidelný Novoroční výstup na Říp, v druhé polovině dubna, ke svátku sv. Jiří, pak tradiční staročeská Řipská pouť. Ta se koná obvykle víkend po svátku Sv. Jiří (24. duben). Poslední léta se stává tradicí i vinobraní na roudnickém zámku. Podřipsko je i bohaté na hudební a sportovní akce (např. veslování).

## Doprava
Podřipsko protíná zejména dálnice D8, jež zvolna nahrazuje souběžně vedoucí evropskou spojnici E55, vodní doprava po Labi, hlavní část železniční dopravy po Podřipsku obstarává významná železniční trať Praha – Děčín, na ní navazují tratě Vraňany – Straškov – Libochovice a Roudnice nad Labem – Straškov – Zlonice. Po druhém břehu Labe vede železniční trať Lysá nad Labem – Ústí nad Labem-Střekov.
V období turistické sezóny (od června do září) jezdí v oblasti Podřipska Podřipský a Středohorský motoráček.
Ve vybraných dnech (Memorial Air Show), si lze i Podřipsko prohlédnout z letadla z roudnického letiště